# Tabacco da pipa
Per tabacco da pipa si vuole intendere un tabacco semilavorato o lavorato ed opportunamente trattato in modo che possa essere fumato nella pipa. 

## Descrizione
In realtà sarebbe più corretto parlare di trinciato da pipa in quanto per il pronto uso la maggior parte dei prodotti è composta e disponibile in una miscela di tabacchi abilmente amalgamati dai "blenders" che miscelano diversi tipi di tabacco tra loro sino ad ottenere il trinciato con le peculiarità desiderate.
I principali tabacchi utilizzati, in modo da ottenere la base per la preparazione di trinciati da pipa, sono essenzialmente sette: 
- Virginia
- Burley
- Kentucky
- Orientale
- Latakia
- Perique
- Cavendish

Quest'ultimo merita una nota a parte in quanto non è propriamente un tabacco quanto piuttosto un trattamento, al quale possono essere sottoposti diversi tabacchi, divenuto apprezzato nel tempo, tanto da renderlo spesso indispensabile nella realizzazione di miscele per trinciati da pipa.
L'altra principale distinzione tra i tabacchi da pipa è quella tra aromatici ed aromatizzati.
La definizione "tabacco da pipa" è accettata per semplificazione e quando un prodotto finito pronto all'uso è composto da una sola varietà di tabacco non miscelata con altri.